# クロスプロジェクトグループ
株式会社クロスプロジェクトグループは、14都道府30市町村に渡ってスキー場15か所、キャンプ場3000サイト以上をはじめとするアウトドア事業を100近く手がける会社。
民間・行政問わず、企画、設計、運営、維持管理を実施。
現在、グループ会社25社（経営協力会社含む）。北は北海道から南は沖縄までありとあらゆる自然を活用して事業運営を行っている。

## 沿革
- 2001年(平成13年) - 前身の有限会社エフースタイル設立。
- 2008年(平成20年) - 若杉大屋スキー場を買収、若杉高原開発企業組合を設立し運営開始。
- 2009年(平成21年) - 伊那スキーリゾートを買収、株式会社伊那リゾートを設立し運営開始。
- 2011年(平成23年) - 群馬スノーアライアンス株式会社を買収し、ノルン水上スキー場の運営を開始。白馬さのさかスキー場経営協力開始(なお白馬さのさかスキー場は2014-2015シーズンから株式会社マックアースの運営となる)。
- 2012年(平成24年) - 静之湖スキー場(中国北京市)の運営を開始。ホワイトバレースキー場運営協力開始(3シーズンで終了)。ヤナバスキー場経営協力(翌シーズン撤退。なおヤナバスキー場は2014-2015シーズンから株式会社マックアースの運営となる)。
- 2013年(平成25年) - 夏油高原スキー場運営受託。アップかんなべスキー場経営協力。
- 2018年(平成30年) - 4月、佐久スキーガーデンパラダ運営受託。
- 2019年(平成31年/令和元年) - 4月、アドバンス株式会社により八千穂高原スキー場を佐久穂町から譲受し運営開始。7月、株式会社伊那リゾートにより中央アルプス観光株式会社から中央アルプスリゾート株式会社(駒ヶ根高原スキー場を含む3事業を分社化したもの)を買収[1]。
- 2020年(令和2年) - 8月、若杉高原開発企業組合により、ばんしゅう戸倉スキー場[注 1](兵庫県宍粟市波賀町)の指定管理仮契約を結んだことが報道された[3]。

## 運営施設 (運営協力等を含む)
- スキー場
  - 夏油高原スキー場(岩手県)
  - ノルン水上スキー場(群馬県)
  - 中央道伊那スキーリゾート(長野県) (株式会社伊那リゾート)
  - アップかんなべスキー場(兵庫県) (アドバンス株式会社)
  - 若杉高原おおやスキー場(兵庫県) (若杉高原開発企業組合)
  - ばんしゅう戸倉スキー場(兵庫県) (若杉高原開発企業組合)
  - 八千穂高原スキー場(長野県)  (アドバンス株式会社)
  - ヘブンスそのはら(長野県) (ジェイ・マウンテンズ・セントラル株式会社)
  - 佐久スキーガーデンパラダ(長野県)
  - 駒ヶ根高原スキー場(長野県) (中央アルプスリゾート株式会社(株式会社伊那リゾートの子会社))
  - 久万スキーランド（愛媛県）(株式会社久万高原開発)
  - 斑尾高原スキー場（長野県）（PCGへの経営協力）
  - 宝台樹スキー場（群馬県）（オープンハウスへの経営協力）
  - 国見平スキー場（岩手県）
- キャンプ場
  - 久万高原ふるさと旅行村（愛媛県）
  - GETO CAMPFIELD（岩手県）
  - TOMOSHIBI CAMP（京都府）
  - ちばむらオートキャンパーズリゾート（群馬県）
  - オートキャンパーズエリアならまた（群馬県）
  - 小黒川キャンプ場（長野県）
  - 駒ヶ根Camping Resort by 駒ヶ根家族旅行村（長野県）
  - パラダキャンプ場（長野県）
  - いなかの風（長野県）
  - 駒出池キャンプ場（長野県）
  - Tokura Camp Base（兵庫県）
  - くるみの里（兵庫県）
  - Airport Campsite in TAJIMA（兵庫県）
  - 気比の浜キャンプ場（兵庫県）
  - 弁天浜キャンプ場（兵庫県）
  - 植村直己冒険館　どんぐりbase（兵庫県）
  - 湯の原温泉オートキャンプ場（兵庫県）
  - 神鍋高原キャンプ場（兵庫県）
  - アップかんなべOUTDOOR AREA（兵庫県）
  - 若杉高原おおやキャンプ場（兵庫県）
  - 日光たかとくキャンプ場（東武電鉄への経営協力）
  - アルピコリゾート蓼科高原キャンプ場（アルピコリゾートへの経営協力）
  - IKOMA SANROKU CAMP（奈良県）
  - IMAJUKU CAMP BASE（福岡県）

- その他
  - 京都府立山城総合運動公園（京都府）
  - 神戸市立自然の家（兵庫県）
  - 生駒山麓公園（奈良県）

## 関連会社
- アドバンス株式会社
- 株式会社伊那リゾート[注 2]
- ジェイ・マウンテンズ・セントラル株式会社
- 中央アルプスリゾート株式会社